# Brochhütte
Das Brochhütte ist eine Schutzhütte der Sektion Oberhasli des Schweizer Alpen-Clubs (SAC). Sie befindet sich im Reichenbachtal oberhalb Meiringen zwischen Rosenlaui und Schwarzwaldalp auf 1499 m auf dem Gebiet der Gemeinde Schattenhalb im Berner Oberland.

## Geschichte
Die Hütte war ursprünglich eine Baubaracke im Grimselgebiet für die Arbeiter der Kraftwerke Oberhasli (KWO). 1931 kaufte die SAC Sektion Oberhasli die Unterkunft für 4200 Franken und transportierte sie, in Einzelteile zerlegt, an den heutigen Standort, wo sie als Brochhütte wieder zusammengesetzt wurde. 1993 wurde sie umgebaut.
Im Sommer 2014 wurde die Hütte renoviert und modernisiert. Der ursprüngliche bauliche Charakter wurde beibehalten und es gab weiterhin keinen Stromanschluss.
Die Hütte bietet 43 Schlafplätze mit Duvets in 2- bis 20-Bett-Zimmern und ein Familienzimmer mit 6 Schlafplätzen. Die Sanitäranlagen sind im Haus integriert.
Die Brochhütte eignet sich für Schulklassen, Seminare, Biker, Wanderer, Familien und Senioren.

## Zugänge
- Von der Schwarzwaldalp aus ist die Hütte in rund 10 Minuten zu Fuss erreichbar. Das Postauto fährt von Meiringen aus vier Mal pro Tag Richtung Schwarzwaldalp.

## Wanderungen
- Romantikweg: Schwarzwaldalp-Grossen Scheidegg-Oberläger–Abstecher zum Hornseeli-Pfanni–Broch–Schwarzwaldalp. Wanderzeit 4–5. Für Familien geeignet.
- Wanderung im Rosenlauital (Haslital) via Schwarzwaldalp zur Grossen Scheidegg mit Abstecher zur Gletscherschlucht Rosenlaui (UNESCO-Welterbe). Schwierigkeitsgrad T2.[4]
- Reichenbachfall und Aareschlucht (T2)
- Gletscherschlucht Rosenlaui – Engelhornhütte – Chaltenbrunnen (T3)
- Rosenlaui – Dossenhütte – Innertkirchen (Alpinwandern T4)
- Wetterhorn-Trek: anspruchsvolle alpine Hüttentour (T2 bis T4) von der Glecksteinhütte zur Broch-, Dossen und Gaulihütte.[5]
- Alpbachschlucht (blau-weisser Pfad, T4)[6]

## Benachbarte Hütten
- Engelhornhütte (1901 m), in 1 ½ Stunden von Rosenlaui (T3).
- Dossenhütte (2666 m), auf dem blau-weiss markierten alpinen Fusspfad in ca. 4 Stunden (T4).
- Gaulihütte (2205 m)
- Glecksteinhütte (2317 m)

## Gipfel
- Wildgärst 2891 m, vom Süden her via Pass Wart (2705 m) als Wanderung (T3) oder Skitour (L)
- Engelhörner, Klettergebiet